# رحمان‌آباد (ایرندگان)
رحمان‌آباد روستایی در دهستان کهنوک بخش ایرندگان شهرستان خاش استان سیستان و بلوچستان ایران است.

## جمعیت
بر پایه سرشماری عمومی نفوس و مسکن در سال ۱۳۹۵ جمعیت این روستا ۱۱۱ نفر (۳۴خانوار) بوده‌است.